# Pikrinsyra
Pikrinsyra är trivialnamnet på den kemiska föreningen 2,4,6-trinitrofenol, även känd som TNP. Militärt kallas ämnet melinit (från franskans mélinite) och har tidigare använts som sprängmedel.

## Historia
Pikrinsyra upptäcktes 1771 av den irländske kemisten Peter Woulfe vid behandling av färgämnet indigo med salpetersyra och erhöll namnet pikrinsyra (iriska: aigéad picreach) från grekiskans ord för bitter, pikros, på grund av sin intensivt bittra smak.
År 1886 upptäckte den franske kemisten Eugène Turpin att ämnet kunde användas som sprängämne, varefter det kom att användas militärt i granater under benämningen melinit.

## Egenskaper
Pikrinsyra bildar gula kristaller och är, liksom många andra nitrerade föreningar, explosivt, samt lösligt i vatten. Pikrinsyra i vattenlösning har en starkt bitter smak och är mycket giftig.[källa behövs] Den brinner under kraftig rökutveckling men detonerar våldsamt under inverkan av t. ex. knallkvicksilver.
Ämnet måste hanteras med varsamhet då det bland annat är cancerframkallande och kan bilda mycket stötkänsliga högexplosiva kristaller.[källa behövs]
Pikrinsyra kan även användas som pH-indikator då den färgar en sur lösning gul. Man kan också ganska enkelt se om ens hud har kommit i kontakt med pikrinsyra då huden färgas gul.[källa behövs]

### Pikrat
Pikrinsyrans salter kallas pikrat och är alla mer eller mindre explosiva - till exempel kaliumpikrat, som ger ljud/ljuseffekter inom fyrverkeri.[källa behövs]

## Framställning
Pikrinsyra bildas genom inverkan av salpetersyra på flera organiska ämnen som indigo, anilin, hartser, silke, läder och ull.
Tekniskt sett tillverkas pikrinsyra av fenol, som först värms upp tillsammans med svavelsyra till 80 °C, och därefter får den bildade fenolsulfonsyralösningen reagera med salpetersyra, först vid rumstemperatur, sedan under svag uppvärmning. Den avkylda hartsliknande massan tvättas därefter med vatten och omkristalliseras, varvid glänsande gula kristallblad eller prismor erhålls.[källa behövs]